# Ḫita (Elam)
Ḫita war ein elamischer König von Awan. 2280 v. Chr. schloss er einen Vertrag mit Naram-Sîn von Akkad. Dieser diente möglicherweise dazu, eine Koalition gegen die Gutäer zu bilden. Im Gegenzug wurde eine Tochter Ḫitas mit Naram-Sîn vermählt. Bis heute stellt dieser Vertrag das älteste bekannte historische Schriftstück aus Elam dar. Es wurde im Inšušinak-Tempel von Susa aufbewahrt, wo es bei französischen Ausgrabungen gefunden wurde.